# Ernst Bitter
Ernst Bitter (* 13. August 1809 in Schwedt/Oder; † 1843 in Berlin) war ein deutscher Verwaltungsjurist im Königreich Preußen.

## Leben
Ernst Bitter wurde als Sohn des späteren Geheimen Finanzrates Ferdinand Bitter geboren. Rudolf von Bitter der Ältere und Karl Hermann Bitter waren seine Brüder. Nach dem Abitur am Friedrichs-Gymnasium Berlin studierte er von 1826/27 an der Rheinischen Friedrich-Wilhelms-Universität Bonn. 1826 wurde er im Corps Borussia Bonn aktiv. Er trat in den Staatsdienst und kam als Regierungsassessor zur Regierung in Posen. Von 1834 bis 1837 war er Landrat im Kreis Bomst, Provinz Posen. Später war er Regierungsrat in Posen. Die Krone Preußen ernannte ihn zum Geheimen Regierungsrat.